# Der Johannisabend
Der Johannisabend, auch Die Johannisnacht und Johannisnacht (russisch Вечер накануне Ивана Купала, Wetscher nakanune Iwana Kupala), ist die erste Erzählung des russischen Schriftstellers Nikolai Gogol, die 1830 geschrieben wurde und im Februar sowie im März desselben Jahren in den Heften 118 und 119 der Otetschestwennye Sapiski ohne Nennung des Verfassernamens in Sankt Petersburg erschien. Die Geschichte wurde in den ersten Teil der Abende auf dem Weiler bei Dikanka aufgenommen.

## Handlung
Der Ich-Erzähler aus Dikanka gibt eine angeblich wahre Geschichte zum Besten, die er von seinem Großvater haben will. Der Alte wohnte vor mehr als hundert Jahren in einem ukrainischen Weiler an der Oposchnjanskijer Landstraße ganz in der Nähe von Dikanka. Die Leute bewohnten seinerzeit Erdlöcher. Hütten wurden im Weiler erst viel später errichtet.
In jener Ansiedlung lebte der Kosak Terent Korsh mit seiner schönen Tochter Pidorka und dem sechsjährigen Sohn Iwas. Korshs Knecht Pjetro Heimatlos und Pidorka verliebten sich ineinander. Die einen redeten, der arme Pjetro sei eine Waise. Die anderen wollten wissen, Pjetros Eltern lebten hinter den Dneprschnellen.
Als sich das Liebespaar küsste, wurde der Knecht von seinem Herrn verjagt. Nur dem inständigen Bitten Iwas’ war es zu verdanken, dass mit Pjetro nichts Schlimmeres geschah.
Korsh bestimmte einen dahergereisten Polen mit goldbordiertem Rock als Pidorkas Bräutigam.
Der arme Pjetro wollte in seiner Not bei den Türken Gold einheimsen. Ein gewisser Bassawrjuk aber redete ihm die weite gefahrenvolle Fahrt aus. Es traf sich gut. Morgen schon war der Johannistag. Da wollten sich beide um Mitternacht in der Bärenschlucht treffen.
So geschah es: Bassawrjuk, ein Kerl wie ein Stier, steht dem Anschein nach mit dem Teufel im Bunde. Eine Hexe hilft ihm bei seinem Teufelswerk. Als in der Schlucht der Adlerfarn aufblüht – wie in jedem Jahr zur Johannisnacht –, muss Pjetro an der Stelle graben und findet tatsächlich eine eiserne Kiste. Um an das Gold in der Kiste zu gelangen, muss Pjetro zunächst dem auf einmal auch in der Schlucht anwesenden Iwas den Kopf abschneiden. Die Hexe trinkt das Blut des Jungen. Nach zwei Tagen aus dem Tiefschlaf erwacht, ist Pjetro im Besitz zweier Säcke Gold und kann nun Pidorka freien. Das Paar wird nicht glücklich. Pidorka findet schließlich gegen die Gemütskrankheit ihres Mannes ein letztes Mittel. Ein Kräutlein, verabreicht von jener Hexe in der nächsten Johannisnacht, verspricht Heilung. Es kommt anders. Pjetro, der in die Bärenschlucht mitgeht, wird vom Teufel in die Hölle geholt und  Bassawrjuk, der für ein Jahr verschwunden blieb, erscheint auf einmal wieder. Pjetros Gold verwandelt sich in Scherben. Der blutüberströmte kleine Iwas, ein Jahr gealtert, erscheint. Pidorka erträgt das Bild nicht und geht ins Kiewer Nonnenkloster.
Jedermann im Weiler läuft vor  Bassawrjuk davon. Seine Fratze trägt untrügliche Zeichen. Er ist nicht mit dem Teufel im Bunde, sondern augenscheinlich der Böse persönlich.

## Adaptionen

### Orchesterwerke
- 1867 Modest Mussorgski: Eine Nacht auf dem kahlen Berge – Sinfonische Dichtung.
- 1892 Nikolai Rimski-Korsakow: Mlada – Ballettoper.

### Verfilmungen
- 1940, Walt Disney: Fantasia – Zeichentrickfilm von James Algar.
- 1969, Ukraine: Film von Juri Gerassimowitsch Iljenko (1936–2010) mit Larissa Walentinowna Kadotschnikowa (* 1936) und Boris Chmelnizki.
- 1979, Ukraine, Kijewnautschfilm (etwa: Wissenschaftliches Filmstudio Kiew): Die Adlerfarnblüte[3] von Alla Alexejewna Gratschowa (1924–2001).

## Verwendete Ausgabe
- Der Johannisabend. Deutsch von Korfiz Holm, S. 125–151 in Johannes von Guenther (Hrsg.): Nikolai Gogol: Gesammelte Werke. Band I.  Aufbau-Verlag, Berlin 1952